# Граждански съюз (Кипър)
Граждански съюз (на гръцки: Συμμαχία Πολιτών) е кипърска политическа партия, имаща за цел единна Република Кипър и отказ от федерация с гръцка и турска част.
Лидерът на партията е Йоргос Лиликас. Той се противопоставя на текущата програма за строги икономии в Кипър и е в опозиция на приватизацията на държавни активи.
На 24 юни 2021 г. партията обявява, че е започнала преговори с „Движение за социалдемокрация“ за сливане с тях. Освен това, лидерът на партията Йоргос Лиликас обявява намерението си да се оттегли от политическия живот. Партията официално престава да съществува на 21 юни 2021 г. (според регистъра на политическите партии) както и уебсайтът на партията вече не работи.